# アリス (1990年の映画)
『アリス』（原題: Alice）は、1990年のアメリカ合衆国の映画。

## あらすじ
都会の金持ちの家の主婦であるアリスが不思議な薬を飲んだことで様々な体験をする。

## キャスト
- アリス・テイト - ミア・ファロー
- ジョー・ラファロ - ジョー・マンテーニャ
- ダグ・テイト - ウィリアム・ハート
- ヤン - ケイ・ルーク
- ドロシー - ブライス・ダナー
- ヴィッキー - ジュディ・デイヴィス
- エディ - アレック・ボールドウィン
- ナンシー・ブリル - シビル・シェパード
- 女神 - バーナデット・ピーターズ
- ヒルダ - ジューン・スキッブ
- 装飾家 - ジュリー・カブナー
- ヘレン - ホランド・テイラー
- アリスの母親 - グウェン・ヴァードン
- アリスの父親 - パトリック・オニール
- 12歳のアリス - レイチェル・マイナー
- スーパーモデル - エル・マクファーソン
- シド・モスコウィッツ - ボブ・バラバン
- クリスマス・パーティーの招待客 - リサ・マリー
- キャロル - ダイアン・サリンジャー
- 尼僧 - メアリー・ステイン（クレジットなし）

## 受賞とノミネート
| 映画祭・賞                         | 部門                                     | 候補           | 結果       |
| ---------------------------------- | ---------------------------------------- | -------------- | ---------- |
| アカデミー賞                       | 脚本賞                                   | ウディ・アレン | ノミネート |
| ゴールデングローブ賞               | 主演女優賞（ミュージカル・コメディ部門） | ミア・ファロー | ノミネート |
| ナショナル・ボード・オブ・レビュー | 主演女優賞                               | ミア・ファロー | 受賞       |
| 全米脚本家組合賞                   | 映画脚本賞                               | ウディ・アレン | ノミネート |